# L'eterno femminino (film 1915)
L'eterno femminino (Det evige Had) è un film muto del 1915 diretto da Hjalmar Davidsen.

## Produzione
Il film fu prodotto dalla Nordisk Film Kompagni.

## Distribuzione
Distribuito dalla stessa Nordisk.